# Casi un cuento de hadas
Casi un cuento de hadas, subtitulada Un glosa de Perrault en tres actos es una obra de teatro escrita por Antonio Buero Vallejo y estrenada en el Teatro Alcázar de Madrid el 10 de enero de 1953.

## Sinopsis
La acción se desarrolla en una corte real en el siglo XVIII, en la que conviven junto a los reyes, sus dos hijas gemelas: La bella pero estúpida Leticia y la fea pero inteligente Laura. La llegada del Príncipe Riquet, desgarbado y jorobado, dará un vuelco a la situación. Riquet se dispone a conquistar a Leticia. Ésta descubrirá el amor y encontrará la belleza interior del príncipe, recuperando de paso su propia inteligencia.

## Estreno
- Dirección: Cayetano Luca de Tena.
- Intérpretes: Rafael Bardem, Matilde Muñoz Sampedro, Nani Fernández, Cándida Losada, Guillermo Marín, José Vilar, Ricardo Lucía, Esperanza Grases, Gabriel Llopart.